# Evelina Coelho

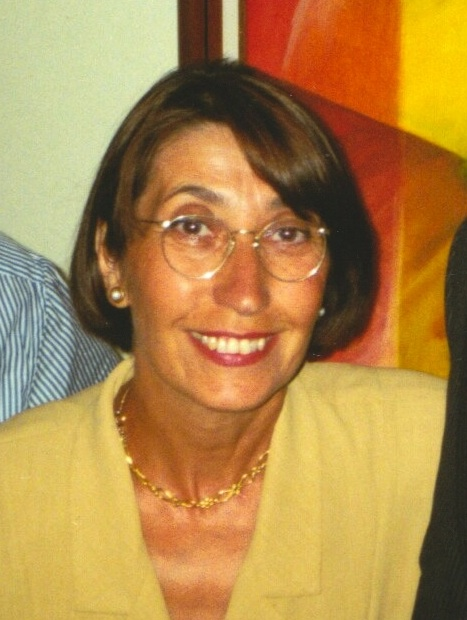
Evelina Coelho

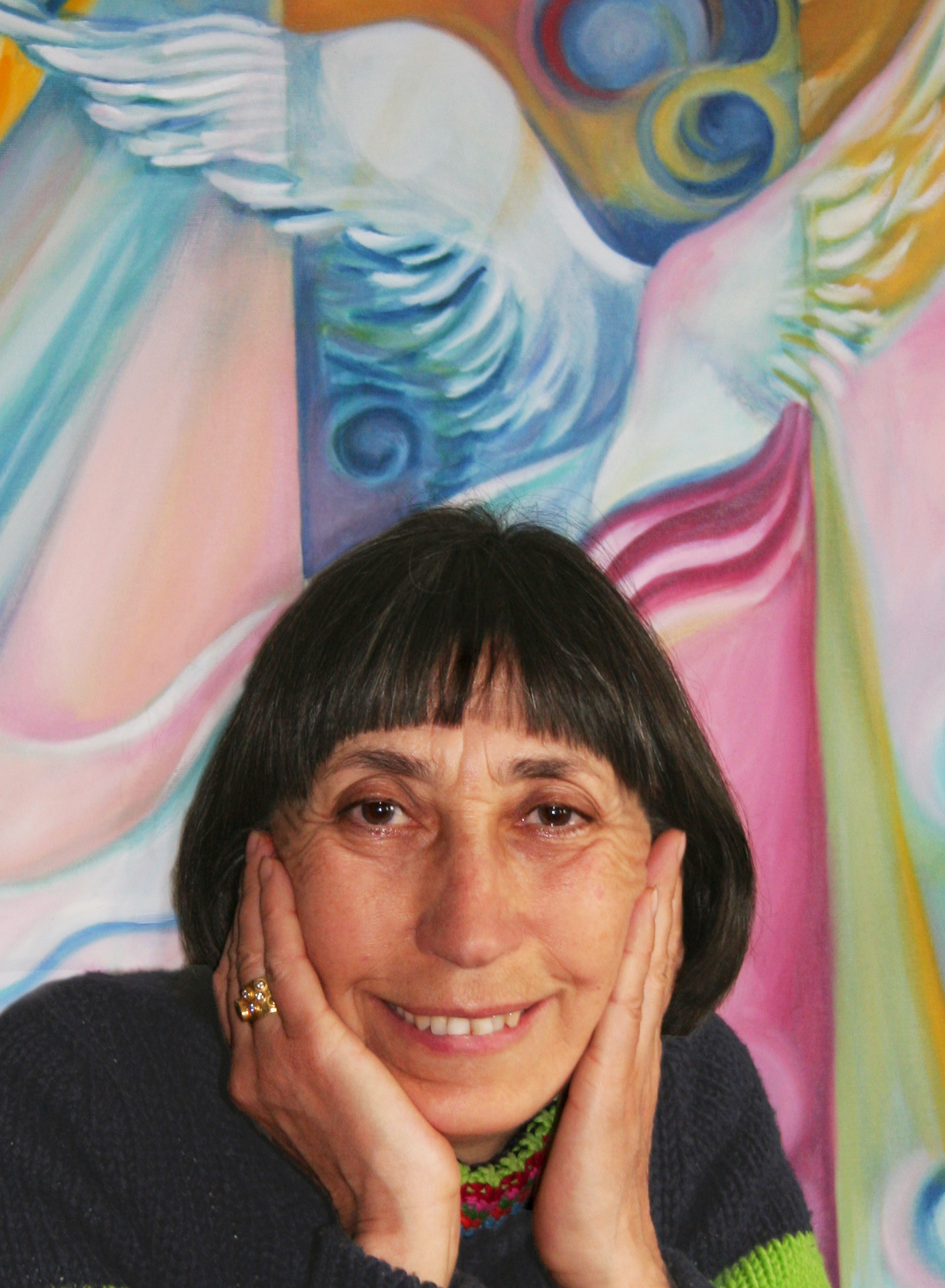
Evelina Coelho à frente de um quadro seu

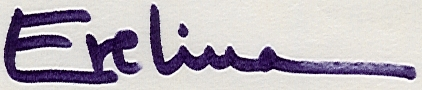
Assinatura, por Evelina Coelho

Maria Evelina Coelho Martins da Fonseca, (1945-2013) com o nome artístico Evelina Coelho, foi uma pintora Portuguesa, natural de Vila Fernando, Guarda. Tem o curso de pintura da Escola Superior de Belas Artes de Lisboa.
Realizou mais de duzentas exposições, em Portugal, Espanha (Cidade Rodrigo, Barcelona, S. Sebastião e Salamanca), França (Paris, Bayonne, Riom, Orléans, Puy, Vicky, Clermont-Ferrand, Langeac, Béziers, Cherbourg e Vittel), Suiça (Montreaux), Alemanha (Siegbourg), Canadá (Quebec), e no Brasil em São Paulo .
Foi Accademica Corrispondente e Cavaliere Ufficiale Accademico da Academia Internacional de Greci-Marino, em Itália.
Foi distinguida na Bélgica pela Fundação Europeia com o grau de Comendadora e Grande Oficial. Ganhou uma menção honrosa em Béziers, Barcelona e Évora, uma medalha de bronze em Barcelona e recebeu a medalha de mérito da cidade da Guarda. Figura no dicionário de arte internacional Who’s Who in International Art, no Dicionário de Pintores e Escultores Portugueses e em algumas revistas da especialidade. Ilustrou alguns livros, é da sua autoria o símbolo do Instituto Politécnico da Guarda e o logótipo do Jornal Douro e Neve. Está representada em Museus, Câmaras Municipais, Bancos, Igrejas, Capelas e em colecções particulares, nacionais e estrangeiros.
A 1 de Junho de 2012 é padroeira da Biblioteca Evelina Coelho de Vale de Mondego, Guarda.
Foi homenageada por diversas vezes e pelas mais variadas entidades.
As suas exposições sempre tiveram uma grande afluência do publico em geral e do público especializado. As críticas nos órgãos de comunicação social, TV, rádio, jornais, Internet realçavam a grande qualidade plástica e artística das suas obras.
Assinava as obras simplesmente com o nome Evelina.
Nasceu a 23 de maio de 1945 em Vila Fernando, Guarda, e faleceu com 68 anos, a 26 de Novembro de 2013 na Guarda.
Pelo 2º aniversário da sua morte, a 26 de Novembro de 2015, as Paróquias de Fernão Joanes, Famalicão e Vale de Estrela criaram a Rota da Pintura Religiosa de Evelina Coelho chamada "Cores do Sagrado".